# Goodbye Lullaby
Goodbye Lullaby er det fjerde studiealbum fra canadiske Avril Lavigne. Det blev udgivet den 2. marts 2011 gennem RCA Records.